# Denhartogia hartogi
Denhartogia hartogi is een zachte koraalsoort uit de familie Clavulariidae. De koraalsoort komt uit het geslacht Denhartogia. Denhartogia hartogi werd in 2003 voor het eerst wetenschappelijk beschreven door Ocaña & van Ofwegen. 